# Palais Almeida

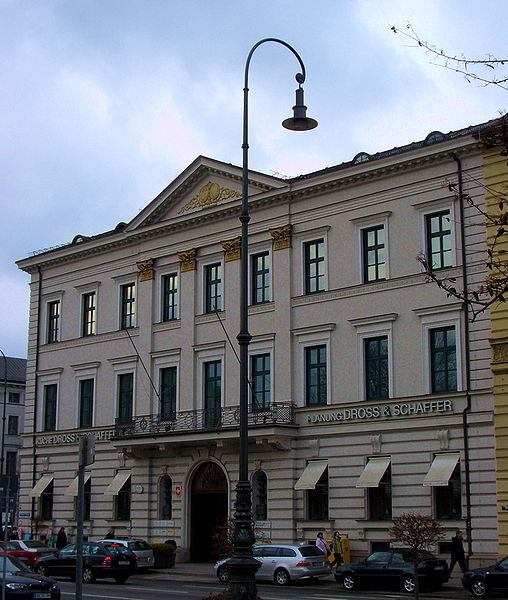
Palais Almeida, 2009

Das Palais Almeida oder Palais Bayrstorff-Almeida ist ein klassizistisches Palais in München, Brienner Straße 14.

## Architektur und Geschichte
Das vornehmste der früheren Brienner-Straßen-Palais wurde 1824 von Jean Baptiste Métivier an Stelle der ehemaligen Georgskirche im Stil des französischen Klassizismus erbaut.

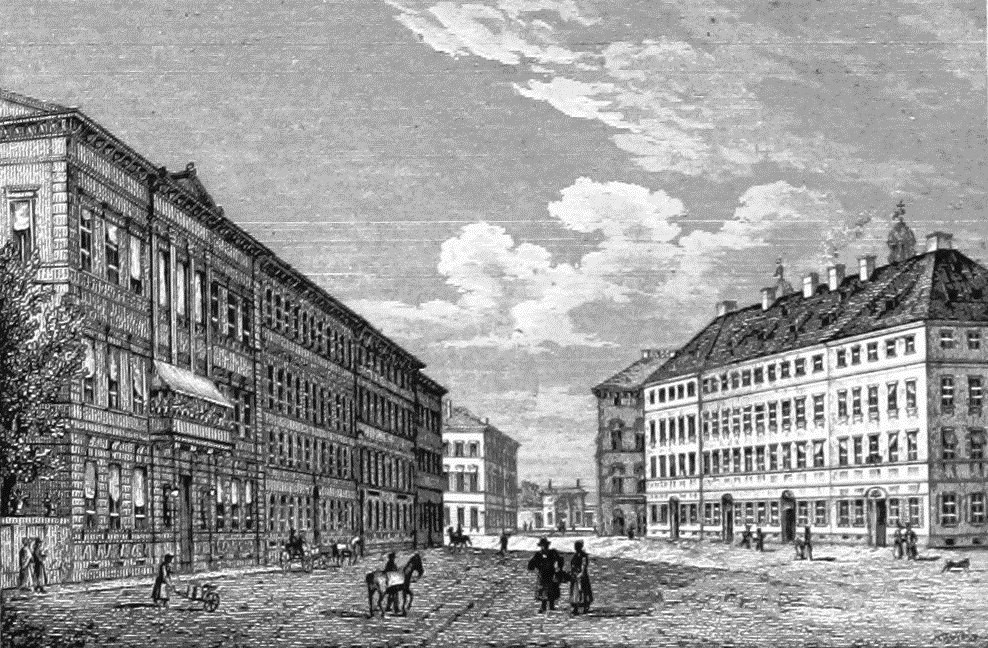
Palais Almeida (links), 1837

Die Fassadengliederung richtet sich nach dem schon seit Joseph Effner üblichen Muster mit drei Geschossen und neun Fensterachsen, einem flachen Mittelrisalit mit Giebel. Die Gliederung der Fensterachsen in drei Felder zu je drei Achsen entspricht der Aufteilung in Haupt- und Seitentrakte. Das Erdgeschoss ist rustiziert. Die oberen Geschosse werden durch die Pilasterordnung integriert und gegliedert, beiderseits des mit vier Pilastern geschmückten Mittelteils liegen je drei Fensterachsen. In den beiden ursprünglich für Figuren vorgesehenen Fassadennischen neben dem Haupteingang stehen prunkvolle Kandelaber.
Bauherrin des Palais war die Baronin Sophie von Bayrstorff, die bürgerliche, erst nachträglich geadelte Geliebte und seit 1823 morganatische Ehefrau des Prinzen Karl von Bayern. Das Palais erbte ihre Tochter Sophie, die mit dem portugiesischen Adeligen Paolo Martins Visconde d'Almeida (1806–1874; in Bayern meist Graf d'Almeida genannt) verheiratet war, so dass das Gebäude später als Palais Almeida bezeichnet wurde.
Ab 1922 befand sich die Kunsthandlung des jüdischen Kunsthändlers Siegfried Lämmle in dem Gebäude.
Nach schweren Kriegsschäden im Zweiten Weltkrieg wurde es 1952/1953 unter Instandsetzung der Fassade in ursprünglicher Form, aber mit einem flacheren Dach wiederaufgebaut. Heute wird das Gebäude als Büro- und Geschäftshaus genutzt. Seit 2013 ist der Innenhof des Palais für die Öffentlichkeit zugänglich und für Veranstaltungen zu mieten.